# EMIEW (ロボット)
EMIEW（エミュー）とは、日立製作所が2005年に開発したロボット。
EMIEWは「Excellent Mobility and Interactive Existence as Workmate」の略称。

## 概要
EMIEWのコンセプトは、人と同じ生活空間で、人と同程度の速さで機敏に動きながら、人をサポートすること。

### 移動性能
2体のEMIEW をシナリオ制御に基づいて速度 1.7 m/s（6 km/h）で連動させる走行演技では、複雑に交差した移動軌跡上で EMIEW 同士が衝突することなく、安全にデモ走行を実現できた。移動システムには、床面占有面積を狭くできて、人の邪魔にならず、小回りが利いて俊敏な移動が可能で、重心の高い移動体の姿勢を、アクティブに安定に制御可能な倒立振子移動システムを採用した。それにより、人間並みの移動速度 1.7 m/s（6km/h（ホンダのASIMOも2005年に可能）で、胴体に実装したレーザスキャナによる実時間障害物監視と、それに基づく実時間衝突回避制御を可能とした。

### 音声認識
平均騒音レベル70dBの背景騒音条件で、1～4 m の距離を経て不特定話者の発声に対応した遠隔音声認識が可能。識別可能な語彙は100語。キーワード識別機能を持ち、あらかじめ対話のキーとなる単語を登録しておくことで、聴き取ったフレーズの中に該当する単語が存在した場合のみ、対応するアクションを発生できる実績を示した。

### 安全性
EMIEWのコンセプトはそのままに、EMIEW2は、オフィスでの案内や巡回などでの利用を想定した実用的な身長、かつ、安全性を確保するために小型・軽量化している。倒立振子方式では、電源が落ちて制御ができなくなると、バランスをくずして倒れてしまうため、「EMIEW3」は「EMIEW2」より重心を低くし、補助輪を付けて転倒からの復帰も可能となり、実サービスの活用を視野に開発された。
ヒューマノイド型の新モデルEMIEW4は、稼働時間や移動性能などの実用性能を大幅に高めた。

### 用途
「EMIEW4」や「EMIEW-TT」とサーマルカメラを連携させることで、発熱者の誘導や来訪者の簡易問診を非接触で実施でき、建物の運用・管理者の負荷軽減が期待できるとしている。

## 沿革
- 2005年
  - EMIEWを開発[1]
- 2007年
  - EMIEW2を発表[1]
- 2016年10月
  - EMIEW3の実証実験を開始[10]
- 2018年10月
  - タブレット端末と専用クレードルで「EMIEW」のアバター(分身)と会話ができる卓上型の「EMIEW-TT(エミューティーティー)」を開発[11]
- 2020年4月20日
  - EMIEW4をオフィスや病院、福祉施設などを中心に、国内で販売開始[8]
  - EMIEW-TTをラインナップに追加[8]

## 仕様
| モデル   | EMIEW                             | EMIEW 2 |
| -------- | --------------------------------- | ------- |
| 発売年   | 2005                              | 2007    |
| 質量     | 70 kg                             | 14 kg   |
| 高さ     | 130 cm                            | 80 cm   |
| 最高速度 | 6 km/h                            | 6 km/h  |
| 加速度   | 4 m/s2                            | 4 m/s2  |
| 自由度   | 14 (アーム: 6 × 2, ハンド: 1 × 2) | 25      |

## 主な出演
- EMIEWは「愛・地球博」会場内の「プロトタイプロボット展」で、「ロボットカフェ」のウェイターとして、対象物の搬送作業を行うというコンセプトの技術紹介デモ[14]を行った。
- EMIEW3は羽田空港で実証実験を行った。人だけでなく、インフォメーションアナウンスなどの雑音下でも、空港利用者の問いかけに対し、EMIEW3は案内カウンターの隣に設置した案内情報ディスプレイと連携し、ディスプレイに表示された地図や、空港施設の概要、店舗の写真などを用いて案内することができた[15]。